# The Beast of Tenedle
The Beast of Tenedle è una compilation di Tenedle, contenente 30 brani provenienti da Luminal, Alter, Grancassa,
Vulcano e dalla produzione teatrale oltre ad alcuni brani inediti tutti in una nuova veste. Prodotto da Tenedle, ripercorre il meglio di dieci anni di brani dell'artista fiorentino cantati in italiano.

## Tracce
1. Wardenclyffe
2. Schizoide
3. Il dissenso del ritmo
4. Hikikomori
5. In pensiero
6. L'ora di ricreazione
7. Le cose infinite
8. Il più forte
9. La terra è il mio pianeta
10. Ideale
11. Amore da un altro mondo
12. Dove sono i poeti
13. Prima del suicidio
14. 88 ore
15. Sta accadendo
16. Tiramisu'
17. Bibbie Luminose
18. Le mosche sul dolce
19. La cura del suono
20. Pow wow
21. Lo stato in cui mi cerco
22. La stella popolare
23. Notte fonda
24. In feedback
25. Scherzo
26. Voi siete qui
27. Egocentrifugo
28. Aurora
29. Lunga notte
30. La scatola